# Памятник рублю (Томск)
Памятник рублю — деревянная скульптура массой 250 килограммов и высотой 2,1 метра, выполненная в реалистичной манере, в виде монеты достоинством в один российский рубль образца 1997 года (версии 2007 года) в масштабе 100:1. Сделан из сосны . Имеет естественный цвет древесины, сверху покрыт специальным прозрачным раствором, защищающим его от влаги. Позже, через некоторое время, был помещён в прозрачный пластиковый пенал.
Изготовлен в 2008 году. 12 июня того же года был установлен на Ново-Соборной площади в Томске, откуда в мае 2014 года был демонтирован с целью проведения ремонта после повреждений, нанесённых ему вандалами.
17-18 апреля 2015 года, в рамках 6-й выставки-ярмарки «Ваши личные финансы» был установлен на площади перед зданием томской филармонии, а 19 апреля помещён в реконструкцию томской крепости у музея истории Томска на Воскресенской горе.

## История
Памятник деревянному рублю установлен 12 июня 2008 года в рамках IV Томского карнавала. Организаторами карнавала и инициаторами установки памятника стали Администрация города Томска и медиа-холдинг «Рекламный дайджест». Оргкомитет карнавала подал заявку на внесение деревянного рубля в «Книгу рекордов Гиннесса» и «Книгу рекордов России», которая позже поместила томский памятник рублю на свои страницы, как самую большую копию монеты в стране.

## Символика
Оргкомитет фестиваля пояснил свою идею сделать рубль деревянным тем, что Томск для жителей и гостей города ассоциативно связан со словом «деревянный» благодаря деревянной архитектуре Томска, а также богатству края древесиной.